# Фриђери (Сондрио)
Фриђери је насеље у Италији у округу Сондрио, региону Ломбардија.
Према процени из 2011. године у насељу је живело 57 становника. Насеље се налази на надморској висини од 800 m.